# پالاسیپ ققاقا
پالاسیپ ققاقا (به لاتین: Palasip Qaqqaa) یک کوه در گرینلند است که در Qeqqata واقع شده‌است. پالاسیپ ققاقا ۵۴۴ متر بالاتر از سطح دریا واقع شده‌است.